# معجزه‌ها
"معجزه" یک آهنگ توسط راک گروه Coldplayکه نوشته شده و ثبت شده برای سال ۲۰۱۴, درام، فیلم Unbrokenبه کارگردانی آنجلینا جولیاست. این آهنگ برای اولین بار پرده برداری کرد روز ۱۱ دسامبر سال ۲۰۱۴ منتشر شد و به عنوان یک واحد از این فیلم آلبوم موسیقی متن فیلم در ۱۵ دسامبر ۲۰۱۴ از طریق Parlophone و Atlantic Records. این آهنگ همراه lyric تصویریکه منتشر شد در ۲۲ دسامبر همان سال. آن است که همچنین شامل در نسخه ژاپنی از گروه هفتم آلبوم یک سر پر از رویاهای (۲۰۱۵).
این آهنگ به خوبی دریافت شده توسط منتقدان موسیقی که در ستایش آن anthemic و احساس نشاط بخشی. چند منبع همچنین اشاره کرد که این آهنگ می‌تواند یک مدعی جدی برای جایزه اسکار برای بهترین آهنگ اصلی; اما در نهایت دریافت نمی‌نامزدی است.

## پس زمینه
در ۲۸ اکتبر 2014, Coldplay اعلام شده در وب سایت رسمی آن است که از آن خواهد بود با انتشار یک آهنگ نوشته شده و ثبت شده به خصوص برای ناگسستنییک فیلم به کارگردانی و تولید شده توسط آنجلینا جولی و گفتن داستان آمریکایی المپیک دونده از راه دور و اسیر جنگی در طول جنگ جهانی دومبا لوئیس Zamperini.
در ۲۹ نوامبر ۲۰۱۴, بیلبورد و Gigwise نوشت در وب سایت خود را که یک قطعه از «معجزه» استفاده شد در یک تجاری برای فیلم آسمان کریسمس. اما بیلبورد بعد از به روزرسانی این مقاله بیان کرد که در این آهنگ استفاده شده در آگهی بود Coldplay است.

## انتشار
در ۱۱ دسامبر ۲۰۱۴, آهنگ‌های صوتی «معجزه» منتشر شد بر روی Coldplay رسمی یوتیوب کانال. همچنین اعلام شد که این آهنگ خواهد بود منتشر شده در ۱۵ دسامبر ۲۰۱۴ از طریق Parlophone و اطلس سوابق به عنوان بخشی از Unbroken – Original Motion Picture Soundtrack آلبوم همراه با فیلم و به عنوان یک تک‌آهنگ دانلود دیجیتال از طریق آیتونز در همان روز.

## مهم پذیرش
الیزا برمن از زمان مجله به نام آهنگ «یک anthemic ادای احترام به فیلم قهرمانانه شخصیت» توصیف صدای آن به عنوان «خشخاش و آسان بر روی گوش مرز anthemic به عنوان آن را می‌سازد به یک مسهل انتشار در دقیقه آخر.» او همچنین اظهار داشت: «اگر کسی به کمیسیون آهنگ به بازی بیش از این اعتبارات از یک فیلم در مورد قهرمانانه تعیین می‌آید که در روز کریسمس Coldplay 'معجزه' آن خواهد بود.»
Rolling Stone magazine دانیل Kreps نوشت که "آن را آسان به تصویر 'معجزه' که به احتمال زیاد تولید برخی از بهترین ترانه اسکار وزوز همراه با ناگسستنی پایان اعتبار" و در توصیف این آهنگ به عنوان "پیانو رانده،" ", آرام، نشاط بخشی" و "یادآور Coldplay آخرین تک‌آهنگ"جوهر"است."
رایان Kristobak از هافینگتون پست اشاره کرد: «Sonically شبیه به این گروه تازه‌ترین آلبوم Ghost Stories, 'معجزه' کلاسیک Coldplay مخلوط غمگین و در عین حال الهام بخش، الهام بخش، با یک خط تیره بیشتر از دومی در همراهی با این فیلم داستان است.»
Radio.com's شانون کارلین اظهار داشت: «با خوش نواختند، گیتار، برق زده پیانو و بسیاری از خوراکی، این آهنگ برای تلفن‌های موبایل پیروز و به عنوان متنوع به عنوان فیلم خود را. آن را نیز برای تلفن‌های موبایل آماده برای آن اسکار حاضر است. خواننده گروه کریس مارتین آواز می‌خواند در مورد فرشتگان که او را به بحث و اعتصابات رعد و برق و شناور در بالای جهان است. این همه بسیار جادویی است.»
تام Breihan از Jesus به نام آهنگ «نسبتاً generic بالا بردن سرود که واقعاً فقط برای تلفن‌های موبایل مانند یک Coldplay آهنگ» اضافه کرد که «این بیشتر منظم متمرکز Coldplay آهنگ از آن به بود و این کمی تعجب‌آور شنیدن این گروه تلاش کردن ایده‌ها در کوتاه‌سازی واژه در طول یک اسکار-فصل پایان اعتبار سرود.»

## چارت
!فرانسه (اس‌ان‌ئی‌پی) 
|۱۵۳!اسپانیا (پروموزیک) 
|۳۹!۷!ترانه‌های داغ راک و آلترناتیو ایالات متحده (بیلبورد) 
|۹
| نمودار (۲۰۱۴)                        | اوج موقعیت |
| ------------------------------------ | ---------- |
| UK Singles (Official Charts Company) | ۹۵         |